# Olival (Vila Nova de Gaia)
Olival is een plaats (freguesia) in de Portugese gemeente Vila Nova de Gaia en telt 5616 inwoners (2001).